# Figure de pôles
La figure de pôles est une manière de représenter les orientations dans l'espace.

## Définition des pôles
Considérons une sphère et un plan passant par le centre de la sphère. L'intersection du plan et de la sphère est un grand cercle ; la droite perpendiculaire au plan et passant par le centre (c'est un diamètre) coupe la sphère en deux points.
Les deux points sont les pôles associés au cercle.

Pôles des faces d'un cube. Le vecteur e2 n'est pas représenté ici.

Considérons un cube d'orientation quelconque, dans une base orthonormale {\displaystyle ({\vec {e_{1}^{0}}},{\vec {e_{2}^{0}}},{\vec {e_{3}^{0}}})}, le cube étant lui-même muni d'une base orthonormale {\displaystyle ({\vec {e}}_{1},{\vec {e}}_{2},{\vec {e}}_{3})}. On peut représenter l'orientation de ce cube par les rotations nécessaires pour passer d'une base à l'autre (voir l'article Angles d'Euler). On peut aussi représenter son orientation par deux pôles, par exemple :
- pôle de la demi-sphère supérieure correspondant au plan {\displaystyle ({\vec {e}}_{1},{\vec {e}}_{2})}, appelons-le P1 ;
- pôle de la demi-sphère supérieure correspondant au plan {\displaystyle ({\vec {e}}_{2},{\vec {e}}_{3})}, appelons-le Q1 ;

Notes
1. Un seul pôle ne suffit pas à déterminer l'orientation du cube : en effet, le pôle reste le même si l'on fait tourner le cube autour de l'axe normal à la face.
2. Le volume considéré peut être autre chose qu'un cube.

## Projection stéréographique

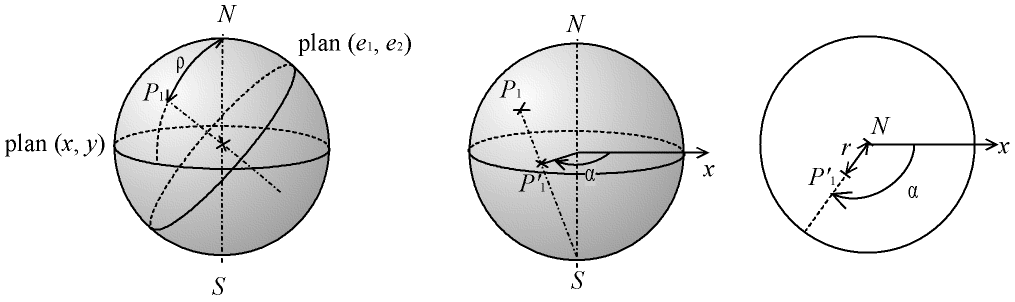
Projection stéréographique d'un pôle

La figure de pôles est en fait la projection stéréographique des pôles considérés.
Considérons le plan de référence de la base {\displaystyle ({\vec {e_{1}^{0}}},{\vec {e_{2}^{0}}},{\vec {e_{3}^{0}}})} : le plan {\displaystyle ({\vec {e_{1}^{0}}},{\vec {e_{2}^{0}}})} ou plan (x, y). C'est le plan de l'équateur de la sphère, ses pôles sont le pôle Sud et le pôle Nord.
Traçons une droite entre le pôle Sud et le pôle P1 ; cette droite coupe le plan de l'équateur en P'1.
Le point P'1 est la projection stéréographique du pôle P1.
Le plan de projection peut être n'importe quel plan parallèle à l'équateur (excepté celui passant par le pôle Sud) : les figures seront proportionnelles (cf. théorème de Thalès). En particulier, on place souvent le plan de projection au pôle Nord.
Le diagramme est donc un disque. Les coordonnées polaires (r, α) du point représentatif sont liés à l'orientation de la manière suivante :
- l'angle α correspond au méridien du pôle (cet angle est conservé par la projection) ;
- le rayon r correspond à la latitude du pôle, à la distance zénithale.

Pour représenter l'orientation du cube :
- soit on place les deux pôles sur la même figure ;
- soit on utilise deux figures, une par pôle.

Pour des raisons de clarté, c'est la deuxième solution qui est utilisée.

## Géométrie dans la figure de pôles
Définitions

Abaque de Wulff, pas de 10 °

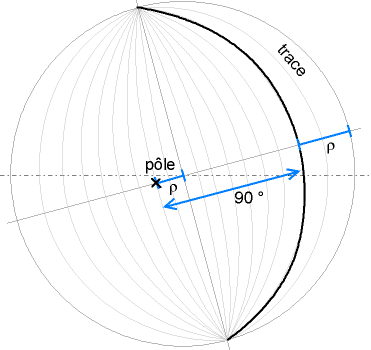
Abaque de Wulff et pôle et trace d'un plan

- L'intersection d'un plan passant par le centre avec la sphère est un grand cercle. La projection stéréographique de ce grand cercle est appelée « trace du plan » ; c'est un arc.
- Lorsque des plans se recoupent en une même droite Δ, ils sont dits « en zone autour de l'axe Δ ».

La lecture d'une figure de pôles fait appel à un abaque de Wulff (du nom de George Wulff) : il s'agit d'un calque transparent sur lequel sont tracées les traces de plans en zone autour d'un axe horizontal. L'angle entre deux plans consécutifs est toujours le même. Ainsi, si l'on a la trace d'un plan, pour connaître son inclinaison par rapport à l'horizontale, il faut :
- faire tourner l'abaque autour de l'origine afin que la trace du plan corresponde au mieux à une des traces de l'abaque ;
- lire l'angle correspondant aux traces de l'abaque les plus proches de la trace en question.

Le pôle est situé sur la normale au plan ; donc, il est situé sur la trace de l'abaque faisant un angle de 90° par rapport à la trace du plan. Par exemple, si l'on détermine que le plan fait un angle de ρ par rapport à l'horizontale, le pôle se trouve sur la trace du plan faisant un angle de ρ+90°, c'est-à-dire un angle α par rapport au centre de l'abaque ; il se trouve sur l'axe des x de l'abaque.
Considérons maintenant des plans en zone autour d'un axe Δ. Les pôles de ces plans sont perpendiculaires à Δ. Si l'on considère le plan P normal à Δ, les pôles des plans en zone sont sur la trace de P.

## Figure de pôles et cristallographie

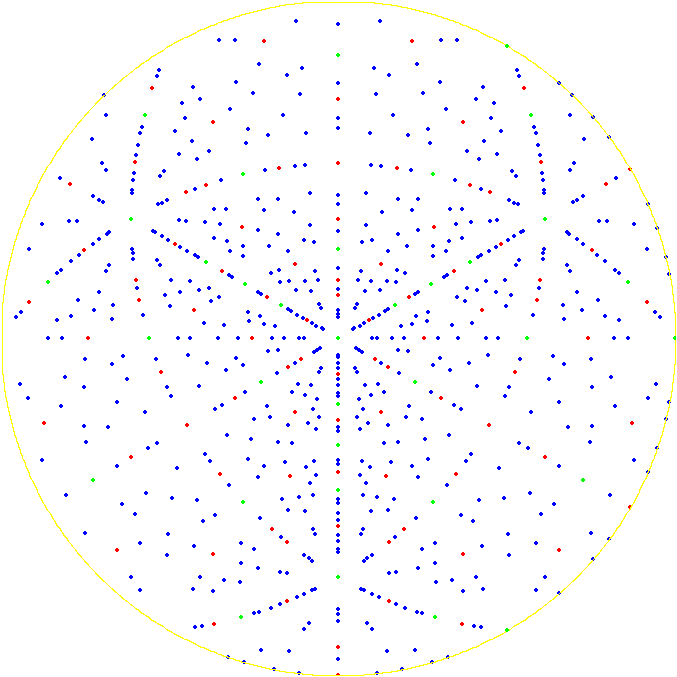
Projection stéréographique de la figure de pôles d'un reseau cristallin de Diamant selon l'axe [111] qui démontre a symétrie au long de la diagonale d'espace du cube élémentaire.

### Plans d'un cristal
On utilise fréquemment une figure de pôles pour représenter la structure d'un cristal. On choisit pour cela un plan qui sera l'équateur, donc dont le pôle sera le centre de la figure (par exemple le plan (100) ou bien le plan (110)), puis on place les pôles des autres plans. Les indices de Miller sont indiqués pour chaque pôle.
On met parfois en évidence des plans en zone en traçant les traces passant par les pôles.

### Orientation cristalline

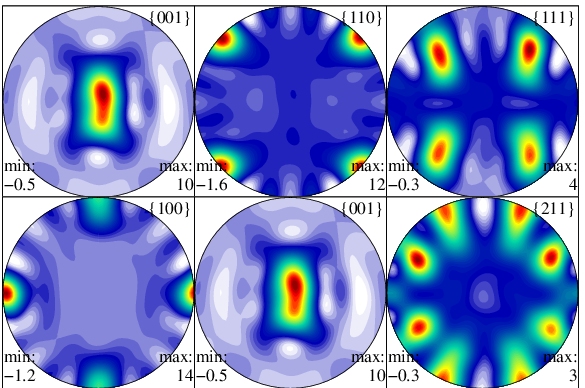
Figures de pôles représentant la texture cristalline d'un alliage gamma-TiAl.

Dans la matière polycristalline, chaque monocristal (ou cristallite) a une orientation propre. On peut représenter l'orientation de chaque cristallite par les figures de pôles de deux plans. Afin de minimiser l'erreur de lecture, il faut que les orientations des plans choisis soient assez différentes.
Si le cristal possède des symétries de rotation, les plans choisis ne doivent pas être l'image l'un de l'autre par une telle rotation.
Par exemple, pour des cristaux de symétrie cubique, les plans ne doivent pas appartenir à la même famille {hkl} ; on pourra par exemple choisir les plans {100} et les plans {110}.
L'orientation cristalline est en général déterminée par des techniques de diffraction. On choisit donc des plans dont les pics de diffraction ne sont pas superposés, c'est-à-dire ayant des distances interréticulaires différentes.
Ainsi, sur une figure de pôle, chaque point correspond à une orientation possible du plan considéré. Si le domaine d'étude contient peu de cristallites (par exemple étude au microscope électronique à balayage par EBSD), on pourra placer un point par cristallite. Si par contre le domaine contient de nombreux cristallites (par exemple étude par diffraction de rayons X), on aura une densité de cristallites par orientation ; on représente typiquement cette densité avec des courbes de niveau.

### Figure de diffraction

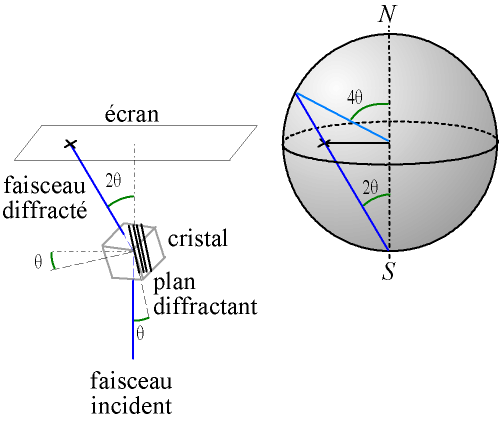
Relation entre le cliché de diffraction et la figure de pôle

Lorsque l'on fait la figure de diffraction d'un monocristal sur un plan perpendiculaire au faisceau incident (cliché de Laue ou microscopie électronique en transmission), chaque tache correspond à un plan (hkl). La position de la tache sur la figure de diffraction donne l'orientation du plan par rapport au faisceau incident.
Connaissant les paramètres de l'optique (et notamment la distance entre le cristal et le film photographique), il est possible de construire le diagramme stéréographique à partir des taches de diffraction, de transformer le diagramme de diffraction en figure de pôles.